# Kurt Fuller
Kurt Fuller (n. 16 septembrie 1953, California, SUA) este un actor de personaj american. A apărut în numeroase proiecte de televiziune, film și teatru. Acesta este cunoscut pentru rolurile din No Holds Barred⁠(d), Vânătorii de fantome II (ambele din 1989), Lumea lui Wayne⁠(d) (1992), Scary Movie (2000), Psych (2009-2014) și Supernatural (2009–2019).

## Cariera
Fuller a fost regizorul Russell în Lumea lui Wayne, un consilier în Vânătorii de fantome II, producătorul executiv Brell în No Holds Barred, un agent imobiliar în Elvira, stăpâna întunericului⁠(d) și directorul NSC Robert Lindsey în cel de-al treilea sezon din Alias. Acesta l-a interpretat pe Werner Klemperer⁠(d) în filmul biografic Atenție la aparat!⁠(d) și pe consultantul politic Karl Rove⁠(d) în sitcomul That's My Bush!⁠(d). De asemenea, l-a interpretat pe directorul Fondului de pensii Pacific Bell, Walter Ribbon, în lungmetrajul În căutarea fericirii⁠(d).
Fuller a mai apărut în multe emisiuni de televiziune: Knight Rider⁠(d), Timecop⁠(d), Capcana timpului, L.A. Law⁠(d), Verdict: crimă, Ally McBeal, Felicity, Malcolm in the Middle⁠(d), Viața la Casa Albă, Boston Legal, Boston Public⁠(d), Doctor House, Monk, Neveste disperate, The Tick⁠(d), Farmece, Carnivàle, Earl⁠(d), Betty cea urâtă⁠(d), Glee, Divă cu greutate⁠(d) și episodul pilot al serialului NewsRadio. A avut un rol episodic în Psych și unul în Supernatural. Ulterior, Fuller a reluat rolul în cel de-al 300-lea episod al serialului Supernatural. De asemenea, a interpretat un ofițer de poliție în comedia Scary Movie din 2000.
În 1986, l-a jucat pe Frank în premiera americană a piesei de teatru Kvetch a regizorului Steven Berkoff⁠(d) în West Los Angeles⁠(d). În anul următor, a reluat rolul într-o punere în scenă Off-Broadway⁠(d) la Westside Arts Theatre.
Din 2010 până în 2011, Fuller a apărut în serialul ABC Network Mai bine cu tine⁠(d); acesta a fost anulat după un singur sezon.
Fuller l-a interpretat pe directorul CIA, Grayden Osborne, în drama ABC Scandal⁠(d). A apărut alături de Jane Kaczmarek⁠(d) și Jason Ritter⁠(d) în serialul de comedie FOX Us & Them⁠(d).

## Viața personală
Fuller s-a născut în San Francisco, California, dar a copilărit în Stockton. Este căsătorit cu actrița Jessica Hendra (fiica actorului și scriitorului Tony Hendra⁠(d)) și are două fiice pe nume Julia și Charlotte. Fuller este evreu.

## Filmografie
| An   | Titlu                                        | Rol                | Note           |
| ---- | -------------------------------------------- | ------------------ | -------------- |
| 1987 | The Running Man                              | Tony               |                |
| 1988 | Miracle Mile                                 | Gerstead           |                |
| 1988 | Elvira, Mistress of the Dark                 | Mr. Glotter        |                |
| 1988 | Red Heat                                     | Detective          |                |
| 1989 | True Believer                                | George Ballistics  |                |
| 1989 | No Holds Barred                              | Brell              |                |
| 1989 | Ghostbusters II                              | Jack Hardemeyer    |                |
| 1989 | Under the Boardwalk                          | Tortoise           |                |
| 1990 | The Bonfire of the Vanities                  | Pollard Browning   |                |
| 1991 | Eve of Destruction                           | Bill Schneider     |                |
| 1991 | Bingo                                        | Lennie             |                |
| 1992 | Wayne's World                                | Russell Finley     |                |
| 1992 | Original Intent                              | Alex Grabowsky     |                |
| 1993 | Calendar Girl                                | Arturo Gallo       |                |
| 1994 | Reflections on a Crime                       | Howard             |                |
| 1995 | Stuart Saves His Family                      | Von Arks           |                |
| 1995 | French Exit                                  | Stubin             |                |
| 1995 | Just Looking                                 | Chuck              |                |
| 1996 | Twisted Desire                               | Detective Becker   |                |
| 1996 | The Fan                                      | Bernie             |                |
| 1997 | Looking for Lola                             | Dr. Gregory Hinson |                |
| 1997 | Moonbase                                     | Deckert            |                |
| 1999 | Diamonds                                     | Moses Agency       |                |
| 1999 | Red Dog Squadron                             | Kaiser Wilhelm     |                |
| 1999 | Pushing Tin                                  | Ed Clabes          |                |
| 2000 | Scary Movie                                  | The Sheriff        |                |
| 2002 | Joshua                                       | Father Pat Hayes   |                |
| 2002 | The New Guy                                  | Mr. Undine         |                |
| 2002 | Auto Focus                                   | Werner Klemperer   |                |
| 2002 | Repli-Kate                                   | President Chumley  |                |
| 2003 | Anger Management                             | Frank Head         |                |
| 2004 | Ray                                          | Sam Clark          |                |
| 2005 | Don't Come Knocking                          | Mr. Daily          |                |
| 2005 | The Civilization of Maxwell Bright           | Berdette           |                |
| 2006 | The Pursuit of Happyness                     | Walter Ribbon      |                |
| 2006 | Good Cop, Bad Cop                            | Kramer             |                |
| 2007 | Mr. Woodcock                                 | Councilman Luke    |                |
| 2008 | Superhero Movie                              | Mr. Thompson       |                |
| 2008 | Private Valentine: Blonde & Dangerous        | Cousin Barry       |                |
| 2009 | National Lampoon's Van Wilder: Freshman Year | Dean Reardon       |                |
| 2010 | Group Sex                                    | Bloom              |                |
| 2010 | The Prankster                                | Dean Pecarino      |                |
| 2011 | Midnight in Paris                            | John               |                |
| 2012 | The Silent Thief                             | Howard Henderson   |                |
| 2012 | Love and Germophobia                         | Dr. Robinson       | Scurtmetraj    |
| 2013 | The Frozen Ground                            | D.A. Pat Clives    |                |
| 2013 | Wrong Cops                                   | Music producer     |                |
| 2015 | Accidental Love                              | Reverend Norm      |                |
| 2015 | A Light Beneath Their Feet                   | Dr. Rutter         |                |
| 2017 | The Wolves of Savin Hill                     | Carl               |                |
| 2017 | The Philosophy of Phil                       | Jerome             | Post-producție |
| 2018 | Office Uprising                              | Lentworth          |                |

### Televiziune
| An              | Titlu                                          | Rol                                         | Note                                                                                           |
| --------------- | ---------------------------------------------- | ------------------------------------------- | ---------------------------------------------------------------------------------------------- |
| 1984            | Knight Rider                                   | Cameraman                                   | Episod: "Speed Demons"                                                                         |
| 1985            | Wildside                                       | Elliot Thogmorton                           | 6 episoade                                                                                     |
| 1986-94         | L.A. Law                                       | Ed Freeling / Stan Nussbaum / Clifford Gild | 3 episoade                                                                                     |
| 1987            | Warm Hearts, Cold Feet                         | Roger                                       | Film de televiziune                                                                            |
| 1987            | Cagney & Lacey                                 | Lorca                                       | Episodul: "Waste Deep"                                                                         |
| 1987            | The Tortellis                                  | Charo's Manager                             | Episodul: "Coochie, Coochie"                                                                   |
| 1987            | Hooperman                                      | Eliot, the Nephew                           | Episodul: "John Doe, We Hardly Knew Ye"                                                        |
| 1987            | Sledge Hammer!                                 | FBI Agent Bunion                            | Episodul: "Hammer Hits the Rock"                                                               |
| 1987            | Beverly Hills Buntz                            | Harry                                       | Episodul: "Fit to Be Tied"                                                                     |
| 1987-88         | Jake and the Fatman                            | Mr. Burnstein                               | 2 episoade                                                                                     |
| 1988            | It's Garry Shandling's Show                    | Adam's Dad                                  | Episodul: "The Soccer Show"                                                                    |
| 1988            | Newhart                                        | Bill Dryden                                 | Episodul: "Would You Buy a Used Car from This Handyman?"                                       |
| 1988            | The Van Dyke Show                              | Steve                                       | Episodul: "Dick Stops Smoking"                                                                 |
| 1988            | 227                                            | Bosworth Duncan                             | Episodul: "A Yen for Lester"                                                                   |
| 1989            | CBS Schoolbreak Special                        | Peter Webster                               | Episodul: "Frog Girl: The Jenifer Graham Story"                                                |
| 1989            | Glory Days                                     | Walter Ayoob                                | Episodul: "Whattya Wanna Do Tonight?"                                                          |
| 1990            | Capital News                                   | Miles Plato                                 | 13 episoade                                                                                    |
| 1990            | Hurricane Sam                                  | Mr. Gower                                   | Film de televiziune                                                                            |
| 1991            | Shannon's Deal                                 | Garth                                       | Episodul: "Greed"                                                                              |
| 1991            | Stat                                           | Mickey Weller                               | Episodul: "Psychosomatic"                                                                      |
| 1991            | Quantum Leap                                   | Lloyd Eastland                              | Episodul: "Nuclear Family - October 26, 1962"                                                  |
| 1991            | Marilyn and Me                                 | Harry Lipton                                | Film de televiziune                                                                            |
| 1992            | Laurie Hill                                    | Dr. Spencer Kramer                          | 10 episoade                                                                                    |
| 1992            | Civil Wars                                     | Jonathan Bentel                             | Episodul: "Dirty Pool"                                                                         |
| 1992            | The Heart of Justice                           | Dr. Leonard                                 | Film de televiziune                                                                            |
| 1993            | Relentless: Mind of a Killer 1993              | Dahlberg                                    | Film de televiziune                                                                            |
| 1993            | Harmful Intent                                 | Bingham                                     | Film de televiziune                                                                            |
| 1994            | Ellen                                          | Dr. Collins                                 | Episodul: "The Refrigerator"                                                                   |
| 1994            | Diagnosis: Murder                              | Dr. Albert Blank / Walter Litvak            | 3 episoade                                                                                     |
| 1995            | NewsRadio                                      | Ed Harlow                                   | Episodul: "Pilot"                                                                              |
| 1995            | Virus                                          | Dr. Williams                                | Film de televiziune                                                                            |
| 1995            | Vanishing Son                                  | Isaac                                       | 2 episoade                                                                                     |
| 1995            | See Jane Run                                   | Dr. Melloff                                 | Film de televiziune                                                                            |
| 1995            | Live Shot                                      | Mitch Merman                                | Episodul: "The Forgotten Episode"                                                              |
| 1995            | Murder, She Wrote                              | Sheriff Milo Pike                           | Episodul: "A Quaking in Aspen"                                                                 |
| 1995            | Aaahh!!! Real Monsters                         | Vincent Van Strough (voce)                  | Episodul: "History of the Monster World: Part One / Fear, Thy Name Is Ickis"                   |
| 1996            | The Faculty                                    | Everette Sloan                              | Episodul: "Pilot"                                                                              |
| 1996            | Suddenly Susan                                 | Bill Keane                                  | Episodul: "First Episode"                                                                      |
| 1996            | Twisted Desire                                 | Det. Becker                                 | Film de televiziune                                                                            |
| 1996            | Doomsday Virus                                 | Chet Walter                                 | 2 episoade                                                                                     |
| 1997            | Love's Deadly Triangle: The Texas Cadet Murder | Detective Tom Green                         | Film de televiziune                                                                            |
| 1997            | Crisis Center                                  | Unknown character                           | Episodul: "He Said, She Said"                                                                  |
| 1997-98         | Timecop                                        | Dr. Dale Easter                             | 9 episoade                                                                                     |
| 1998            | Brooklyn South                                 | Gerald Nader                                | Episodul: "Violet Inviolate"                                                                   |
| 1998            | Dharma & Greg                                  | David Saunders                              | Episodul: "The House That Dharma Built"                                                        |
| 1998            | Principal Takes a Holiday                      | Principal Frank Hockenberry                 | Film de televiziune                                                                            |
| 1998-99         | Chicago Hope                                   | Artie Lomax                                 | 2 episoade                                                                                     |
| 1999            | The Practice                                   | Mr. Lawrence                                | Episodul: "Target Practice"                                                                    |
| 1999            | The Jack Bull                                  | Conrad                                      | Film de televiziune                                                                            |
| 1999            | Family Law                                     | Mr. Cutler                                  | Episodul: "The Fourth Trimester"                                                               |
| 1999-2001       | Providence                                     | Thrifty Ticket Agent / Michael              | 2 episoade                                                                                     |
| 1999-2002       | Ally McBeal                                    | Attorney Paget / Bernard Marsh              | 2 episoade                                                                                     |
| 2000            | The Beach Boys: An American Family             | Mike Love's Dad                             | 2 episoade                                                                                     |
| 2000            | Angels in the Infield                          | Simon                                       | Film de televiziune                                                                            |
| 2001            | Malcolm in the Middle                          | Mr. Young                                   | Episodul: "Hal Quits"                                                                          |
| 2001            | That's My Bush!                                | Karl Rove                                   | 8 episoade                                                                                     |
| 2002            | The Tick                                       | Destroyo                                    | Episodul: "The Tick vs. Justice"                                                               |
| 2002            | Boston Public                                  | Ken Thomas                                  | Episodul: "Chapter Thirty-Five"                                                                |
| 2002            | Porn 'n Chicken                                | Dean Widehead                               | Film de televiziune                                                                            |
| 2002            | The West Wing                                  | SitRoom Civilian Advisor                    | 2 episoade                                                                                     |
| 2002            | Felicity                                       | Paul Korsikoff                              | Episodul: "Back to the Future"                                                                 |
| 2002            | Live from Baghdad                              | Inky                                        | Film de televiziune                                                                            |
| 2003            | The Guardian                                   | Frank DeScala                               | Episodul: "Understand Your Man"                                                                |
| 2003            | Judging Amy                                    | Leonard Zook                                | Episodul: "Maxine Interrupted"                                                                 |
| 2003            | Oliver Beene                                   | Mitch                                       | Episodul: "Home, a Loan"                                                                       |
| 2003            | Monk                                           | Dennis Gammill                              | Episodul: "Mr. Monk and the Very, Very Old Man"                                                |
| 2003            | Karen Sisco                                    | Bo Sweeten                                  | Episodul: "Nostalgia"                                                                          |
| 2003            | Alias                                          | Robert Lindsey                              | 6 episoade                                                                                     |
| 2003            | The Handler                                    | Edward Burke                                | Episodul: "Dirty White Collar"                                                                 |
| 2004            | Las Vegas                                      | Siegel                                      | Episodul: "Blood is Thicker"                                                                   |
| 2005            | House                                          | Mark Adams                                  | Episodul: "Poison"                                                                             |
| 2005            | Unscripted                                     | Kurt                                        | 2 episoade                                                                                     |
| 2005            | Charmed                                        | John Norman                                 | Episodul: "Carpe Demon"                                                                        |
| 2005            | Yes, Dear                                      | Doctor                                      | Episodul: "Jimmy Has Changed"                                                                  |
| 2005            | Boston Legal                                   | Reverend Donald Diddum                      | 3 episoade                                                                                     |
| 2005            | The 4400                                       | Keane Driscoll                              | Episodul: "Graduation Day"                                                                     |
| 2005–2006       | Desperate Housewives                           | Detective Barton                            | 5 episoade                                                                                     |
| 2006            | In Justice                                     | Kenneth Long                                | Episodul: "Confessions"                                                                        |
| 2006            | Avatar: The Last Airbender                     | Quon (voice)                                | Episodul: "Lake Laogai"                                                                        |
| 2006–2007       | Big Day                                        | Steve                                       | 12 episoade                                                                                    |
| 2007            | Eyes                                           | Michael Zucker                              | Episodul: "Whistleblower"                                                                      |
| 2007            | Studio 60 on the Sunset Strip                  | Ted Atkins                                  | Episodul: "Monday"                                                                             |
| 2007            | The Batman                                     | Superior                                    | Episodul: "Artifacts"                                                                          |
| 2007            | My Name Is Earl                                | Mr. Baldwyn                                 | Episodul: "G.E.D."                                                                             |
| 2007            | CSI: Crime Scene Investigation                 | Sheriff Ned Bastille                        | Episodul: "Ending Happy"                                                                       |
| 2007            | Ugly Betty                                     | Mr. Tanen                                   | Episodul: "How Betty Got Her Grieve Backy"                                                     |
| 2007            | Shark                                          | Ben Bentley                                 | Episodul: "For Whom the Skel Rolls"                                                            |
| 2007            | Grey's Anatomy                                 | Jerry                                       | Episodul: "Physical Attraction... Chemical Reaction"                                           |
| 2008            | Hollywood Residential                          | Chet                                        |                                                                                                |
| 2009            | Eli Stone                                      | Doug Stemple                                | Episodul: "Tailspin"                                                                           |
| 2009            | Glee                                           | Mr. McClung                                 | Episodul: "Preggers"                                                                           |
| 2009            | Legally Mad                                    | Lou Peable                                  | Episod pilot nedifuzat                                                                         |
| 2009–2010, 2019 | Supernatural                                   | Zachariah                                   | 8 episoade                                                                                     |
| 2009–2014       | Psych                                          | Coroner Woody Strode                        | 33 de episoade                                                                                 |
| 2010            | Men of a Certain Age                           | Scarpulla Manager                           | Episodul: "Back in the Sh*t"                                                                   |
| 2010            | Sons of Tucson                                 | Principal                                   | Episodul: "Pilot"                                                                              |
| 2010            | Drop Dead Diva                                 | Henry Bingum                                | Episodul: "Senti-Mental Journey"                                                               |
| 2010            | Svetlana                                       | Interrogator                                | Episodul: "Water-Board Certified"                                                              |
| 2010–2011       | Better with You                                | Joel Putney                                 | 22 de episoade                                                                                 |
| 2011–2016       | The Good Wife                                  | Judge Peter Dunaway                         | 7 episoade                                                                                     |
| 2012–2014       | Parenthood                                     | Dr. Bedsloe                                 | 5 episoade                                                                                     |
| 2013            | Scandal                                        | Grayden Osborne                             | 4 episoade                                                                                     |
| 2013–2014       | Us & Them                                      | Michael                                     | 7 episoade                                                                                     |
| 2014            | Rebels                                         | Arnie                                       | Episodul: "Pilot"                                                                              |
| 2014            | Things You Shouldn't Say Past Midnight         | Mr. Abramson                                | 3 episoade                                                                                     |
| 2014            | The Crazy Ones                                 | Mitchell Payson                             | Episodul: "Dead and Improved"                                                                  |
| 2014            | Jennifer Falls                                 | Dr. Wessman                                 | Episodul: "Three Dates with My Mother"                                                         |
| 2014            | Franklin & Bash                                | Eckhart Smits                               | Episodul: "Honor Thy Mother"                                                                   |
| 2014            | Manhattan Love Story                           | William                                     | 11 episoae                                                                                     |
| 2015            | Hot in Cleveland                               | Gerald                                      | Episodul: "Duct Soup"                                                                          |
| 2015            | Bones                                          | Sid Lauren                                  | Episodul: "The Big Beef at the Royal Diner"                                                    |
| 2015–2017       | Rosewood                                       | Floyd Butters                               | 3 episoade                                                                                     |
| 2016            | BrainDead                                      | J.K. Cornish                                | Episodul: "The Power of Euphemism: How Torture Became a Matter of Debate in American Politics" |
| 2017            | Bull                                           | Judge Robert Genda                          | Episodul: "Name Game"                                                                          |
| 2017            | Psych: The Movie                               | Coroner Woody Strode                        | Film de televiziune                                                                            |
| 2017            | American Dad!                                  | Stadium Manager (voce)                      | Episodul: "The Long Bomb"                                                                      |
| 2018            | Heathers                                       | Principal Gowan                             | Rol episodic                                                                                   |
| 2018            | Law & Order: Special Victims Unit              | Jed Karey                                   | 3 episoade                                                                                     |
| 2018            | Shooter                                        | Andrew Gold                                 | 3 episoade                                                                                     |
| 2019–2024       | Evil                                           | Kurt Boggs                                  | Rol principal                                                                                  |
| 2020            | Psych 2: Lassie Come Home                      | Coroner Woody Strode                        | Film de televiziune                                                                            |
| 2021            | Psych 3: This Is Gus                           | Coroner Woody Strode                        | Film de televiziune                                                                            |
| 2022            | Would I Lie to You? (US)                       | Himself                                     | Episodul: "Allowance PowerPoint"                                                               |